# Shinobu Nakayama
Pour les articles homonymes, voir Nakayama (homonymie).
Shinobu Nakayama (中山 忍, Nakayama Shinobu, née le 18 janvier 1973 à Koganei, Japon) est une actrice, ex- chanteuse et idole japonaise, ayant débuté en 1988 dans les traces de sa sœur, la célèbre idole Miho Nakayama. Elle sort plusieurs disques jusqu'en 1991, en solo ou avec les groupes d'idoles Rakutenshi et Nanatsuboshi (formé de l'union provisoire de Rakutenshi, Lip's et Rumi Shishido), et se consacre depuis à la comédie. On a pu la voir en occident dans Fist of Legend aux côtés de Jet Li, remake de La fureur de vaincre avec Bruce Lee, et en vedette dans deux films de la série des Gamera en 1995 et 1999.

## Discographie

### Albums
- 1989.05.01 : Kesshin
- 1989.12.01 : Niji no Lithograph
- 1990.08.01 : Hakoirimusume ~Konomama ja irenaiwa~
- 1991.01.01 : Kyou made soshite Ashita kara

- 2005.11.30 : Idol Miracle Bible - Nakayama Shinobu (Compilation)

### Singles
- 1988.11.02 : Chiisana Kesshin
- 1989.02.01 : Namida, Tomare!
- 1989.05.01 : Makenaide Yuki
- 1989.08.21 : Natsu ni Koisuru Awatenbo
- 1989.11.01 : Yaketekita Shoujo (Otome)
- 1990.03.01 : Hikari no Opera
- 1990.07.01 : Hakoiri Musume no Nageki
- 1990.12.21 : Romantic

## Filmographie

### Films
- Dokidoki Virgin mô ichido I Love You (Doki Doki ヴァージン もういちど I LOVE YOU) (1990)
- Yonigeya hompo 2 (夜逃げ屋本舗2) (1993)
- Godzilla vs Mechagodzilla 2 (1993)
- Fist of Legend　 (1994)
- Honnin ni negai o (犯人（ホシ）に願いを) (1995)
- Gamera 1: The Guardian of the Universe (Gamera: Daikaijū Kuchu Kessen / ガメラ 大怪獣空中決戦) (1995)
- Miyazawa Kenji sono ai (宮沢賢治-その愛) (1996)
- Ohaka ga nai! (お墓がない!) (1998)
- Gamera 3: The Revenge of Iris (1999)
- Crossfire (2000)
- Sennen no koi - Hikaru Genji monogatari (千年の恋 ひかる源氏物語) (2001)
- Koi ni utaeba (恋に唄えば♪) (2002)
- Baruto no gakuen (バルトの楽園) (2006)
- Ô-oku: The Movie (大奥) (2006)

### Dramas
(liste incomplète)
- Nene (TV Tokyo, 2009)
- Shikaku Ukeoinin 2 (TV Tokyo, 2008)
- Puzzle (TV Asahi, 2008, ep8)
- Tsugaru Kaikyo Mystery Koro (Fuji TV, 2008)
- Shikaku Ukeoinin (TV Tokyo, 2007)
- Hasshu Mawari Kuwayama Jube (TV Asahi, 2007, ep8)
- Shichinin no Onna Bengoshi (TV Asahi, 2006, ep3)
- Ooku 5 (Fuji TV, 2005)
- Division 1 Yuku na! Ryoma (Fuji TV, 2005)
- Rikon Bengoshi 2 (Fuji TV, 2005)
- Batsu Kare (TBS, 2004)
- Okami ni Narimasu! (NHK, 2003)
- Kanojotachi no Jidai (Fuji TV, 1999)
- Nurse's Station (TBS, 1991)

## Liens
- (ja) Site officiel
- (en) Fiche sur IMDB
- (en) Fiche sur idollica